# Фрайпфенниг

Фрайпфенниг

Фрайпфенниг (нем. Freipfennig) — название пфеннигов Эрфурта, которые чеканили в XII—XVII столетиях для уплаты «налога за переданные в свободное пользование владения» (нем. Freizins) архиепископу Майнцскому, откуда и получили своё название.
Во время правления архиепископа Адальберта I (1109—1137) было отменено ограниченное пользование его собственностью, к которой относились поля и здания, с необходимостью отработок. Взамен была введена наследственная арендная плата. Так как монеты в обороте были подвержены порче, содержание в них благородного металла снижалось, то для устранения негативных последствий от нестабильности денежного обращения и были выпущены фрайпфенниги.

## Внешний вид
Фрайпфенниги в большинстве случаев чеканили из серебра, однако известны и выпуски из золота. Все они являлись брактеатами. На них имелась надпись «MARTINVS» в честь покровителя города святого Мартина. Также они содержали символ города «Майнцское колесо» с епископскими посохом и мечом или без них.
В отличие от других пфеннигов данные монеты практически не были подвержены порче. Так, монеты 1422 и 1600 года состоят из высокопробного серебра (около 937-й пробы) весом в 0,4 г.